# Xanthoparmelia subcrustosa
Xanthoparmelia subcrustosa är en lavart som beskrevs av Hale. Xanthoparmelia subcrustosa ingår i släktet Xanthoparmelia och familjen Parmeliaceae.   Inga underarter finns listade i Catalogue of Life.